# Thomas Sorber
 (juillet 2025).
Si vous disposez d'ouvrages ou d'articles de référence ou si vous connaissez des sites web de qualité traitant du thème abordé ici, merci de compléter l'article en donnant les références utiles à sa vérifiabilité et en les liant à la section « Notes et références ».
Thomas Francis Sorber, né le 25 décembre 2005 à Trenton dans le New Jersey, est un joueur américain de basket-ball évoluant au poste de pivot et mesurant 2,06 m.

## Biographie

### NBA
Thomas Sorber est sélectionné en quinzième position par le Thunder d'Oklahoma City lors de la draft 2025 de la NBA.

## Statistiques

### Universitaires
| Saison    | Équipe     | Matchs | Titul. | Min./m | % Tir | % 3pts | % LF | Rbds/m. | Pass/m. | Int/m. | Ctr/m. | Pts/m. |
| --------- | ---------- | ------ | ------ | ------ | ----- | ------ | ---- | ------- | ------- | ------ | ------ | ------ |
| 2024-2025 | Georgetown | 24     | 23     | 31.3   | .532  | .162   | .724 | 8.5     | 2.4     | 1.5    | 2.0    | 14.5   |

## Palmarès et distinctions individuelles

### Universitaires
- Third-team All-Big East (2025)
- Big East All-Freshman team (2025)